# Lovitura de stat de la 23 august 1944

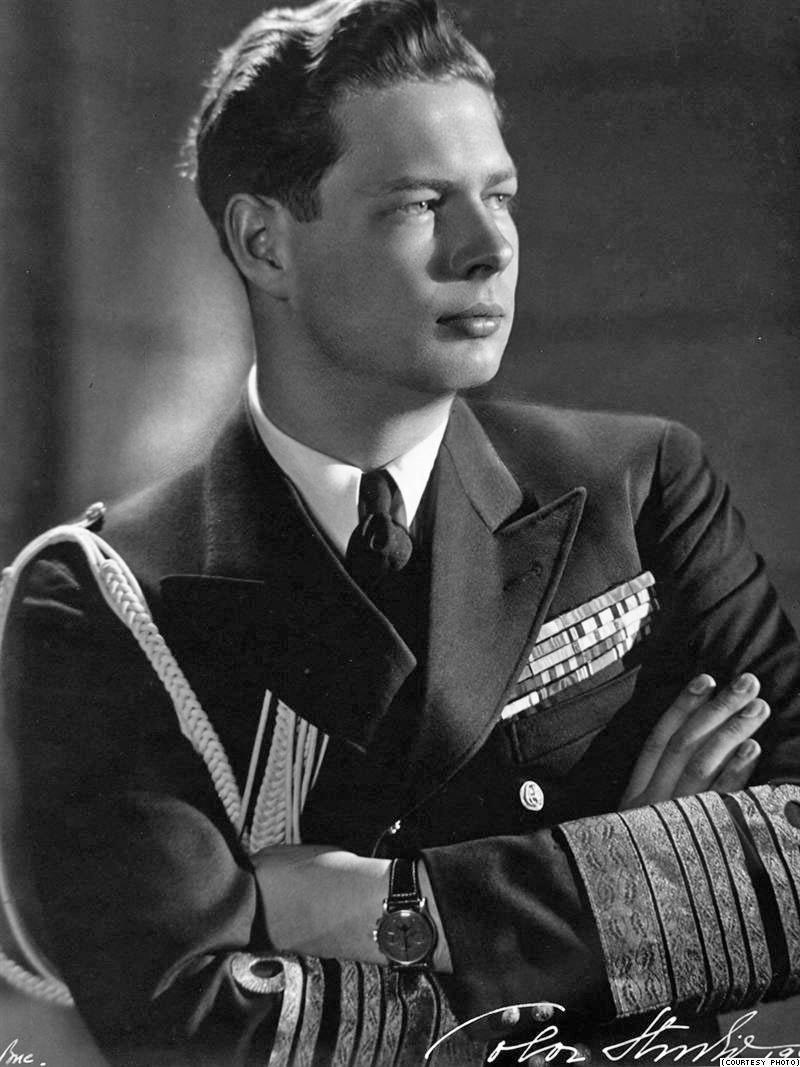
Regele Mihai, principalul artizan al schimbării de alianță a României din.

Lovitura de stat de la 23 august 1944 (denumită și actul de la 23 august) a fost acțiunea prin care, la data de 23 august 1944, regele Mihai I a decis demiterea și arestarea lui Ion Antonescu, prim-ministrul României și „Conducătorul Statului”, a dispus încetarea imediată a colaborării României cu Puterile Axei și începerea tratativelor de armistițiu cu Aliații și de colaborare militară cu Uniunea Sovietică.
Numit de regele Carol al II-lea, prin decretul regal din 4 septembrie 1940, în funcția de prim-ministru al României și reconfirmat de Mihai I al României la 6 septembrie 1940, la 23 august 1944 Antonescu a fost arestat de regele Mihai și demis prin decret regal. Acest act a pus capăt regimului instaurat prin puciul lui Ion Antonescu de la 6 septembrie 1940, în urma căruia acesta se auto-intitulase „Conducător al statului” și își însușise puteri discreționare. Regimul Antonescu a fost o dictatură militară, care s-a aliat puterilor Axei într-un război, finalmente, dezastruos pentru România, refuzând să se supună cererii regale din 1944 de semnare imediată a armistițiului cu Uniunea Sovietică, trecerea țării și Armatei române de partea Aliaților și încetarea războiului împotriva acestora.
Armata Roșie invadase nord-estul României în luna martie 1944 (frontul oprindu-se pe linia Cernăuți-Botoșani-Iași-Chișinău-Tighina) deci, deconectarea de Puterile Axei și semnarea imediată a armistițiului cu Uniunea Sovietică devenise o necesitate urgentă și vitală. Guvernul sovietic, fiind în tratative cu opoziția românească la Stockholm, prin intermediarul ambasadoarei Uniunii Sovietice, Alexandra Kollontai și al trimisului român Frederic Nanu, amenința România cu reluarea ofensivei în septembrie, în caz de menținere a colaborării cu Axa. Actul de la 23 august 1944 a fost programat sub auspiciile regale de către o coaliție formată din partidele democratice interbelice (liberal, țărănist, social-democrat) și partidul comunist, aliate în Blocul Național Democrat), cu colaborarea unor ofițeri superiori ai armatei, precum generalii Constantin Sănătescu, Aurel Aldea, Ion Negulescu ș.a.
Imediat după demiterea și arestarea lui Ion Antonescu, România a ieșit din alianța cu Axa, a declarat încetarea unilaterală a războiului împotriva Aliaților și a declarat război Germaniei și Ungariei. Acordul de Armistițiu între guvernele Statelor Unite ale Americii, Regatului Unit și URSS-ului, pe de o parte, și guvernul României, pe de altă parte, a fost ulterior semnat la Moscova, pe 12 septembrie 1944, acord în care au fost stabilite modalitățile politice de guvernare a României, precum și plata de despăgubiri materiale către URSS în valoare de 300 milioane de dolari defalcate pe 6 ani, sub formă de bunuri. Alt rezultat al schimbării de alianță din 23 august 1944 a fost revenirea Transilvaniei de Nord în granițele României, în timp ce Cadrilaterul retrocedat Bulgariei, precum și Basarabia și Bucovina de nord cedate Uniunii Sovietice, în 1940, rămâneau în posesia acestora. Schimbarea de alianță a României din 23 august 1944 a accelerat înaintarea Aliaților (printre care se număra acum România) spre granițele Germaniei, armata română participând la operațiunile din 1944 contra Germaniei naziste pe teritoriul țării sale, precum și la cele de pe teritoriile Ungariei și Cehoslovaciei până la sfârșitul războiului.

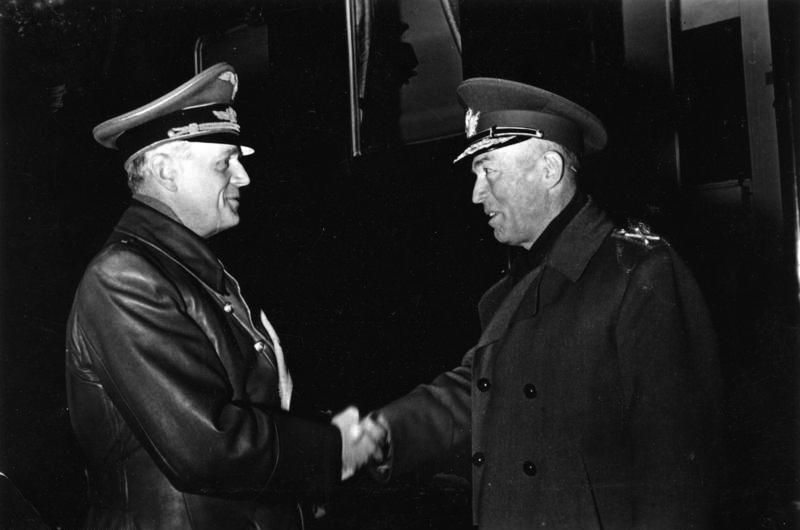
Antonescu (dreapta) s-a aliat cu Germania pentru a recupera Basarabia și nordul Bucovinei; promisiunea sa de a merge alături de Germania Nazistă până la capăt, însă, l-a împiedicat să se preocupe „excluziv de interesele țării sale”, așa cum i-o declarase lui Hitler la Berchtesgaden.

## Contextul

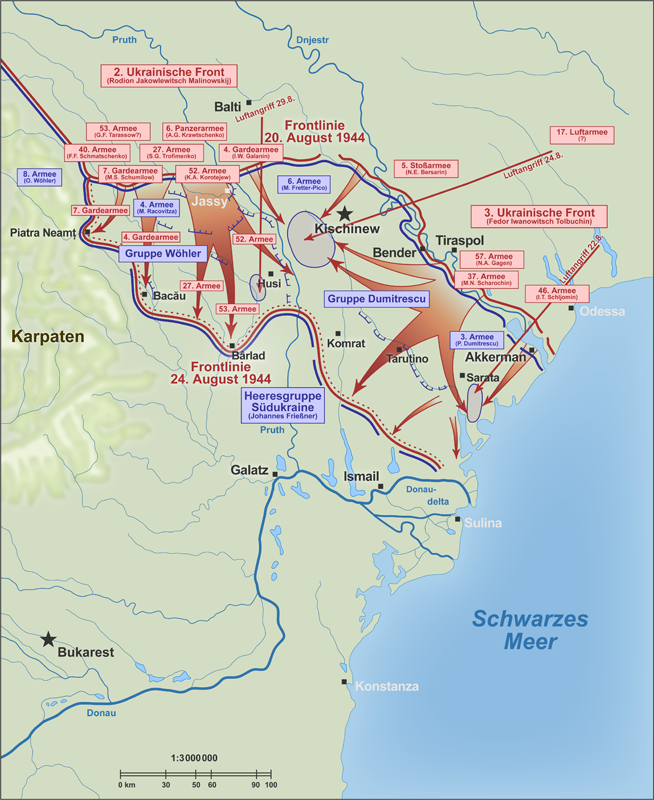
A doua ofensivă Iași-Chișinău.

Generalul Ion Antonescu fusese învestit cu „puteri depline la conducerea statului român”  după ce, pe fondul dictaturii regale a lui Carol al II-lea, România fusese forțată, în 1940, prin presiunile diplomatice ale Uniunii Sovietice și Germaniei Naziste, care, cu un an în urmă, semnaseră pactul Ribbentrop-Molotov, să cedeze Transilvania de Nord Ungariei, Basarabia și Bucovina de Nord Uniunii Sovietice și Cadrilaterul Bulgariei. În ziua următoare după instaurarea guvernului Antonescu, regele fusese obligat să abdice în favoarea tânărului său fiu. Constituția fusese suspendată, parlamentul dizolvat  i o parte din puterile constituționale ale regelui au fost asumate de Ion Antonescu, care s-a autointitulat „Conducătorul Statului”. Antonescu avea, astfel, puteri discreționare în fruntea guvernului, întărindu-și poziția după înăbușirea rebeliunii legionare. Guvernul antonescian a intrat, în iunie 1941, în război de partea Axei și împotriva URSS, cu scopul de a redobândi teritoriile anexate de aceasta, ceea ce a și realizat. După aceea, însă, în pofida protestelor partidelor istorice, Antonescu a continuat să avanseze pe teritoriul sovietic, la est de Râul Nistru, ocupând teritoriul dintre Nistru și Bug, pe care l-a folosit pentru a extermina dușmanii politici ai regimului, intelectualii și artiștii „nedoriți” sau socotiți „decadenți”, sute de mii de evrei (unii fiind evrei români deportați, alții fiind evrei sovietici localnici) și câteva mii de romi.

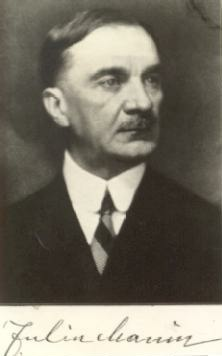
Iuliu Maniu, liderul Partidului Național Țărănesc, a purtat negocieri pentru ieșirea României din război și a colaborat cu regele pentru răsturnarea dictaturii antonesciene.

După bătălia de la Stalingrad, însă, armata sovietică a început să avanseze și, în martie 1944, ajunsese pe teritoriul României. Din martie până în august 1944, Frontul de Est a fost stabilizat pe linia Chișinău–Iași–Târgu Frumos.

## Evenimentele

### Planurile
Partidele istorice, excluse de la putere, dar lăsate să funcționeze chiar în timpul dictaturii lui Antonescu, au menținut contacte cu Aliații și au purtat discuții cu aceștia, prin emisari trimiși de Iuliu Maniu la Ankara și la Cairo (de exemplu, Barbu Știrbei). În același timp, după bătălia de la Stalingrad, guvernul lui Antonescu a purtat și el unele negocieri cu Aleksandra Kollontai, reprezentanta sovietică la Stockholm, prin Frederic Nanu. În negocierile cu reprezentanții lui Maniu, Aliații, la cererea lui Stalin, puseseră condiția ca și comuniștii să fie implicați într-un eventual nou guvern.
La 23 martie 1944, în timp ce Ion Antonescu era în vizită oficială în Germania, regele Mihai l-a trimis pe generalul Constantin Sănătescu să îi sondeze pe militarii de pe lângă Ministerul de Război și Marele Stat Major despre care se credea că sunt opozanți ai lui Antonescu dacă erau dispuși să treacă la acțiune, însă rezultatul a fost dezamăgitor, a doua zi primind vizita unui general, care a argumentat că nu venise momentul unei lovituri de stat.
După câteva zile, a avut loc un prânz de lucru cu Antonescu, în cadrul căruia regele Mihai și-a dat seama că nu are rost să încerce să-l convingă pe șeful guvernului de oportunitatea schimbării orientării externe a țării. În contextul sosirii unui ultimatum de predare din partea Aliaților, regele le-a cerut liderilor politici să își asume responsabilitatea de a se pronunța pentru pace, caz în care el i-ar fi cerut public lui Antonescu demisia. Acest lucru însă nu s-a întâmplat, iar regele, deziluzionat, s-a convins că avea nevoie pentru schimbarea lui Antonescu de armată, care, în urma unui tur de sondare al lui Sănătescu din mai 1944, nu considera că venise momentul.
În august 1944, regele Mihai a sesizat un moment bun pentru lovitura de stat, întrucât Germania retrăsese divizia de tancuri Gross Deutschland de pe frontul românesc, în contextul în care armata sovietică se regrupa de câteva luni pe linia frontului și putea porni, în orice moment, un mare atac . Serviciile secrete și poliția secretă germană deveniseră suspicioase, iar regina mamă Elena a fost interogată de poliția secretă germană, fără a dezvălui că ar avea cunoștință de planurile fiului ei. Ca să slăbească suspiciunile, acesta a plecat, între 16-18 august, la o vânătoare, rămânând într-o așteptare discretă pentru următoarele două zile, la Sinaia.
În cursul zilei de 20 august, regelui i-a parvenit vestea că rușii lansaseră Operațiunea Iași-Chișinău, așa că a plecat la volanul mașinii Lincoln spre București, însoțit de secretarul Mircea Ionnițiu, de aghiotantul Emilian Ionescu și de generalul Gheorghe Mihail, consilierul său pe probleme militare. La Casa Nouă a avut o întâlnire a regelui cu liderii militari, care s-au pronunțat în favoarea loviturii; printre ei era și colonelul Dumitru Dămăceanu, comandantul garnizoanei București. La întâlnire au participat și Constantin Sănătescu, Ioan Mocsony-Stârcea, Grigore Niculescu-Buzești, Mircea Ionnițiu, generalii Gheorghe Mihail și Aurel Aldea. Dămăceanu a fost întrebat de cât timp avea nevoie pentru a strânge trupe pentru a ocupa puncte strategice din oraș și a răspuns că are nevoie de cinci zile, data loviturii fiind stabilită, în consecință, pentru 26 august.

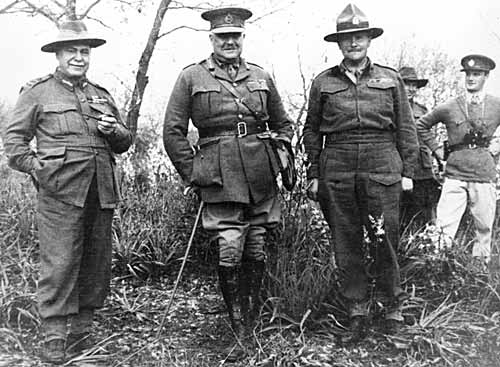
Generalul britanic Maitland Wilson (centru), șeful Înaltului Comandament Aliat de la Cairo, căruia îi era adresată telegrama Regelui Mihai din 21-22 august

În seara zilei de 21 august  a avut loc o întâlnire cu liderii politici (Iuliu Maniu, Constantin I. C. Brătianu (Dinu), Titel Petrescu și Lucrețiu Pătrășcanu), în care participanții s-au pus de acord asupra planului stabilit în seara anterioară. Regele i-a delegat pe Maniu și Pătrășcanu să formuleze lista de miniștri pentru noul guvern, până pe data de 23 august. În cursul întâlnirii, grupul reprezentanților politici a aprobat textul unei telegrame ce urma a fi trimisă Înaltului Comandament Aliat de la Cairo, condus de generalul britanic Maitland Wilson. Prin telegramă se cerea sprijinirea schimbării de regim prin bombardarea simultană a unităților germane din nordul Capitalei (la nord de Aeroportul Băneasa) și a centrelor feroviare aflate la granița cu Ungaria și Iugoslavia.  Mocsoni-Styrcea, care era funcționar la Ministerul Afacerilor Străine, s-a deplasat în aceeași seară la Snagov, la sediul ministerului, unde a petrecut noaptea criptând cele două telegrame ale complotiștilor pentru Ankara (pentru siguranță, transmiterea telegramelor către Aliați se făcea pe două căi, atât prin Ankara, cât și printr-un aparat de emisie-recepție deținut de Iuliu Maniu). În dimineața zilei de 22 august, înainte de a se întoarce la București, a hotărât să înoate în lac  și s-a întâlnit cu secretarul general al ministerului, Davidescu, care l-a informat că Antonescu se întorcea în seara zilei curente de pe front și avea să părăsească a doua zi Bucureștiul, ceea ce ar fi lichidat planurile loviturii. Fiind informat despre aceste lucruri, data a fost mutată, de urgență, de rege pe 23 august, fără a mai fi consultați liderii politici.

### Arestarea lui Antonescu

Palatul Regal din București (fotografie din 1941) este locul unde au fost arestate personajele-cheie ale regimului Antonescu și unde regele a alcătuit noul guvern. Ion Antonescu și Mihai Antonescu fuseseră arestați anterior și erau ținuți în Casa Nouă, vila din proximitatea palatului care a fost distrusă în zilele următoare de bombardamentele germane.

În ziua de 23 august 1944, Ion Antonescu a dat instrucțiuni să se solicite regelui o audiență, la ora 16. Lui Mihai Antonescu i s-a acordat o audiență separată, la 15.30.
În discuția ce a urmat cu regele și care a durat peste o oră, Ion Antonescu a prezentat în detaliu situația de pe front și a spus că va încheia armistițiul doar cu consimțământul lui Hitler, însă a refuzat să accepte ieșirea din război, justificându-și refuzul prin „cuvântul de ofițer dat lui Adolf Hitler” că va merge alături de el până la capăt. Regele s-a văzut nevoit să folosească parola „Dacă lucrurile stau așa, atunci nu ne mai rămâne nimic de făcut!” pentru a chema pe colonelul Emilian Ionescu cu un grup de patru soldați  care i-au arestat pe mareșal și pe Mihai Antonescu. Ion Antonescu, împreună cu Mihai Antonescu au fost predați lui Emil Bodnăraș, șeful unui grup de muncitori înarmați, grup numit "Gărzile patriotice" care i-au transferat într-o casă conspirativă din București, în cartierul Vatra Luminoasă. Tot în casa din Vatra Luminoasă au fost duși și alți miniștri demiși: generalul Constantin Pantazi, ministrul Apărării, generalul Dumitru Popescu, ministrul de Interne, generalul Constantin Vasiliu, subsecretar de stat la Ministerul de Interne și colonelul Mircea Elefterescu, șeful Poliției București. Eugen Cristescu, șeful Siguranței a fost arestat după alte câteva zile. La 31 august, după intrarea trupelor sovietice în București grupul de miniștri arestați a fost predat de către Bodnăraș generalului-locotenent Tevcenkov și generalului-maior Nikolai Burenin, comandantul trupelor sovietice din București, din ordinul generalului (mai târziu mareșal) Rodion Malinovski, comandantul forțelor sovietice din România.
La Palat, în după amiaza zilei de 23 august au fost chemați și liderii partidelor democratice, Constantin I.C. Brătianu, Iuliu Maniu și Constantin Titel-Petrescu, precum și Lucrețiu Pătrășcanu, cel considerat a fi persoana de contact cu Partidul Comunist. Primii trei, însă, nu au fost de găsit (nu se așteptau ca evenimentele să fie înaintate cu trei zile). Astfel, primul care s-a prezentat la Palat a fost Pătrășcanu, după ce noul guvern fusese deja alcătuit din persoane de încredere ale regelui Mihai, în timp ce liderii politici primiseră în guvern titlul de miniștri fără portofoliu. Întrucât gărzile pregătite de rege și de Maniu nu erau nici ele disponibile rapid, singura miliție care să poată păzi pe cei arestați a fost cea a comuniștilor organizați de Emil Bodnăraș, fapt exploatat de propaganda comunistă ulterioară care și-a argumentat astfel pretenția exagerată că Partidul Comunist ar fi jucat rolul conducător în lovitura de stat.
Înainte de ora 20:00, regele a înregistrat un mesaj pentru țară ce avea să fie difuzat la radio la ora 22, în care a anunțat schimbarea guvernului și trecerea de partea Aliaților. Solidaritatea cu regele a fost generală, toți ofițerii importanți fiind de partea acestuia. După difuzarea mesajului la radio, au izbucnit demonstrații populare de entuziasm.
În anii 1980–1990 a ieșit la iveală un document despre care căpitanul Gheorghe Teodorescu din garda palatului regal, aflat la post în 23 august, susținea că ar fi fost scris de Ion Antonescu în acea zi imediat după ce a fost arestat. Antonescu a spus că nu s-a opus în principiu ieșirii din război, dar că a refuzat-o argumentând atât cu condițiile grele de armistițiu în raport cu Uniunea Sovietică (semnarea unui act politic de cedare a Basarabiei și Bucovinei de Nord, acceptarea ocupației sovietice, plata de despăgubiri nedefinite), cât și (cel mai important) cu refuzul său total de a întoarce armele împotriva Germaniei Naziste, refuz asumat drept principal argument și înțeles ca atare de ceilalți participanți. Documentul a fost publicat după Revoluția Română din 1989 în ziarul naționalist Românul, publicat de cercuri ce urmăreau reabilitarea lui Antonescu și a fost inclus în câteva antologii de documente de epocă și lucrări ale altor istorici naționaliști, necăpătând însă anvergura de a revizui în vreun fel viziunea specialiștilor asupra evenimentelor.

### Operațiunile militare

Harta României la.

În preajma orei 21:00, la Palat a sosit ambasadorul Germaniei, Manfred von Killinger, care părea să aibă informații precise despre evenimente. Ca să câștige timp, Regele a negat, spunându-i că Antonescu este liber. Forțele germane au lansat a doua zi un bombardament asupra Bucureștiului, distrugând o parte din Palatul Regal și, complet, Casa Nouă. Regele Mihai, însă, se refugiase, împreună cu regina-mamă, la Dobrița, în Oltenia.
Trupele de recruți români prezente în București au rezistat bombardamentelor și atacurilor germane (v. Podul Băneasa), cu sprijinul aviației americane, care a bombardat și ea pozițiile germane din zona Băneasa și Otopeni, dar și obiective românești (linii ferate și șosele susceptibile de a fi întrebuințate de Wehrmacht pentru evacuare).
Armata română a avut de luptat împotriva fostului aliat, Wehrmachtul. Până la 28 august au fost curățate de germani Capitala și împrejurimile, iar până la 31 august restul teritoriului; se estimează că au fost luați prizonieri un număr de 56.000 de militari germani. În acest timp, Armata Roșie începuse să avanseze pe teritoriul României (în zilele de 30-31 august au ajuns la București), socotindu-se încă în teritoriu inamic și comportându-se ca atare, bunăoară, confiscând armament, muniții și bunuri (atât publice, cât și particulare), mii de soldați și ofițeri români fiind luați prizonieri. Totuși, începând cu 23 august, teritoriul românesc a fost scutit de a fi teatru de război. Formal, armistițiul româno-sovietic a fost semnat la 12 septembrie 1944.
Tentative ulterioare ale Germaniei Naziste de a rasturna guvernul României, de a readuce țara de partea Axei și, implicit, de a stopa avansul Armatei Roșii s-au consemnat prin organizarea Operațiunii Regulus.

## Consecințe

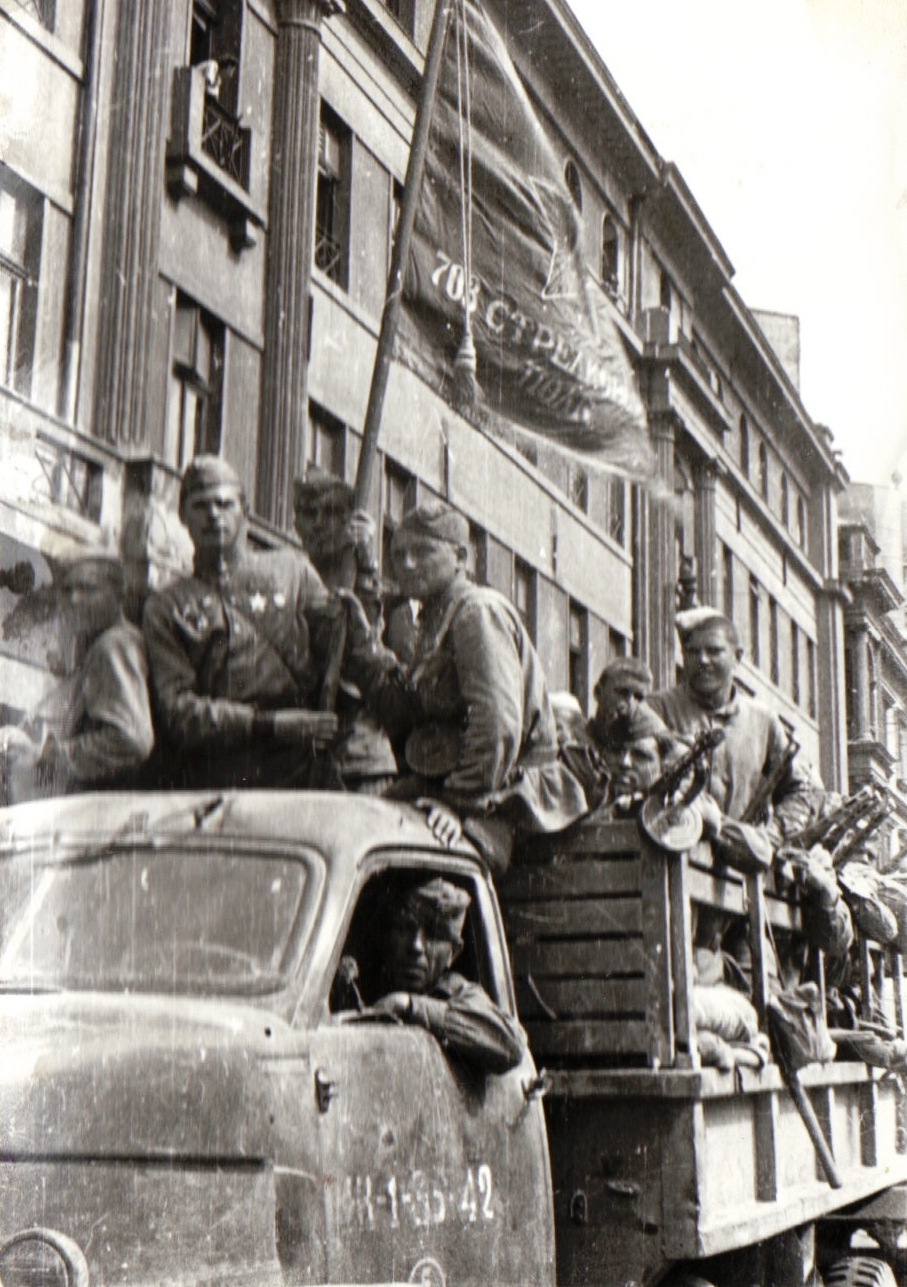
Armata Roșie a intrat în București la o săptămână după evenimente, găsind orașul eliberat de germani, armata română gata de luptă de partea ei și un guvern dispus să-i fie aliat.

### Conducerea României
După demiterea și arestarea lui Ion Antonescu, generalul Constantin Sănătescu a fost însărcinat cu formarea unui guvern cu reprezentanții partidelor democrate, cu unii politicieni comuniști și cu ofițeri ai armatei. Acest guvern a negociat armistițiul cu URSS, prin care s-a obligat să plătească despăgubiri de război, să admită pierderile teritoriale din est din 1940 și să acorde funcții mai importante comuniștilor. Armata sovietică a ocupat întreaga Românie, intrând, la 31 august, în București, dar, deși, la început, soldați și ofițeri români au fost luați prizonieri de aceasta, în cele din urmă s-a acceptat colaborarea armatei regale române în vederea înfrângerii Germaniei Naziste. Armata română a recucerit Transilvania de Nord și a continuat eliberând Ungaria (cu ocuparea Budapestei) și Cehoslovacia.

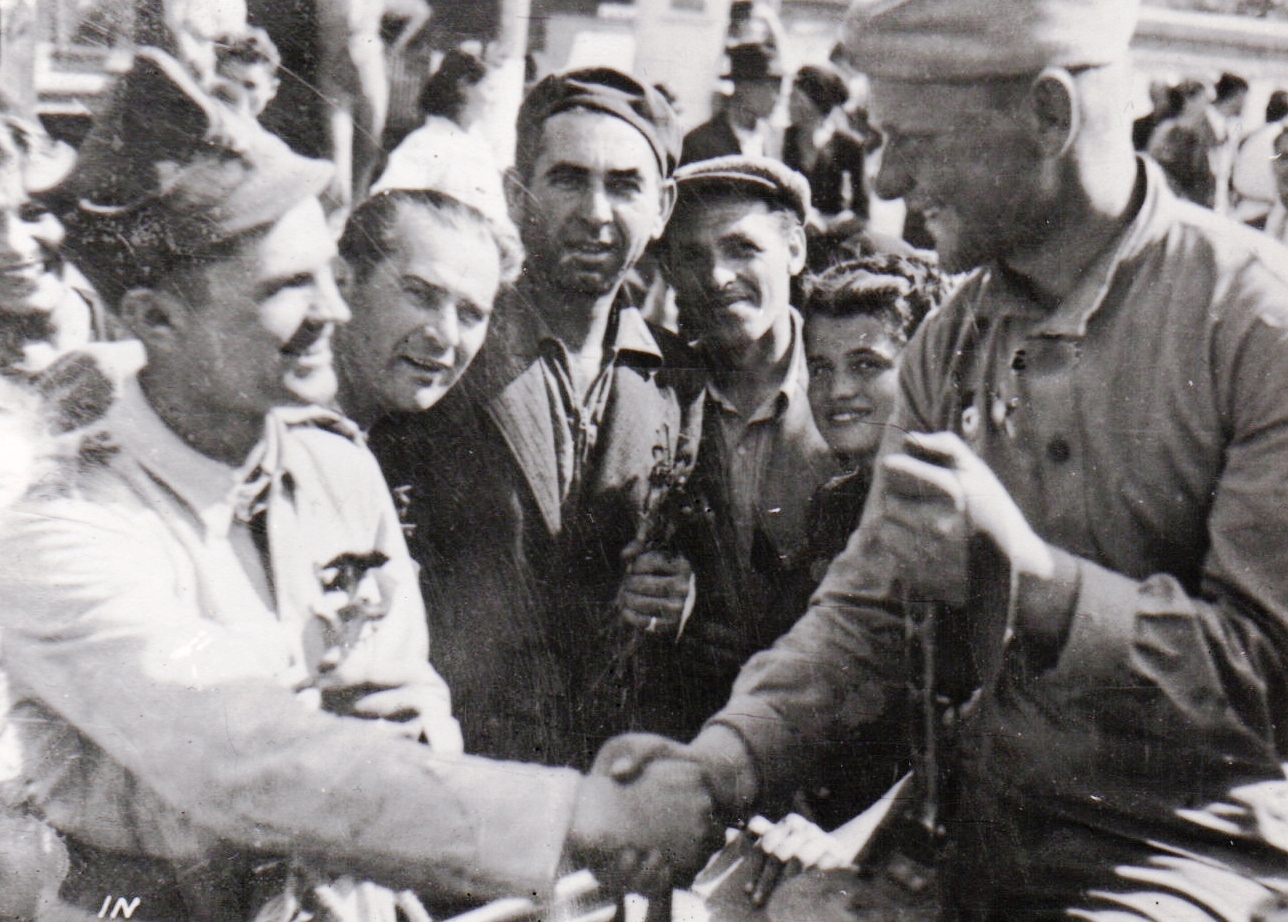
Intrarea Armatei Sovietice în București. (30 august 1944)

Somități militare, precum Alan Brooke⁠(d), șeful statului major imperial britanic, declară că prin lovitura de stat de la 23 august 1944, România a deschis armatei sovietice porțile Balcanilor și a contribuit la eliberarea acestei regiuni, scurtând războiul cu 6 luni și cruțând astfel sute de mii de vieți. Generalul Johannes Friessner, comandant atunci al grupului german de armate „Sud” deplora din partea sa aceleași fapte pe care le relatează însă ca fiind o „trădare” a angajamentelor României față de Reich. Apărătorii lui Ion Antonescu afirmă că dacă România ar mai fi rezistat și dacă regele Mihai ar fi așteptat ca mareșalul Antonescu să obțină armistițiul, aliații anglo-americani ar fi putut înainta mai adânc înspre răsăritul Europei, împiedicând astfel URSS să aibă preponderența în Europa. Dar această părere nu ține cont de faptul că în acel moment, a doua ofensivă Iași-Chișinău era în curs, invadarea integrală a României de către sovietici în câteva săptămâni fiind în toate cazurile ineluctabilă, fie ca țară dușmană beligerantă (precum Ungaria), fie ca dușman înfrânt cerând armistițiu (precum Bulgaria), fie ca țară aliată (precum Polonia), aceste țări fiind deopotrivă ocupate de URSS. La conferința „Tolstoi” de la Moscova din octombrie 1944, delimitarea zonelor de influență în Europa nu a ținut cont de atitudinea respectivelor țări (conferința de la Ialta fiind doar proclamarea oficială a acestei delimitări) și în orice circumstanțe, chiar dacă armatele apusene ar fi înaintat mai adânc spre răsărit, România nu ar fi intrat în raza lor de acțiune, fiind, dintre toate țările din Estul Europei, cea mai răsăriteană, prima cucerită și ocupată de sovietici.
Singura șansă pe care ar fi avut-o România, odată cu toată Europa de Est, să nu intre în zona de influență sovietică, era deja spulberată încă din iarna 1943, la conferința de la Teheran, unde Churchill s-a prezentat în poziție șubrezită și, pentru a păstra măcar Grecia în zona de influență britanică, a trebuit să renunțe la toate celelalte țări est-europene, deoarece, când italienii s-au retras din Dodecanez (toamna 1943), americanii au refuzat să-i ajute pe britanici să cucerească acest arhipelag egeean, astfel că britanicii au fost înfrânți de germani, pierzând posibilitatea de a mai debarca în Balcani. În pecetluirea sorții României și a vecinilor ei, un rol important l-a avut consilierul lui Roosevelt, pe nume Harry Hopkins⁠(d). Bănuit agent de influență sovietic în relație cu agentul NKVD Ișhac Așmerov, Hopkins l-a convins pe Roosevelt să nu favorizeze în niciun fel acțiunile britanice în Balcani. Churchill nu a fost numai presat de americani, ci și dezinformat de „Cei Cinci de la Cambridge”, agenți sovietici la fel de influenți ca și Hopkins, apropiați de conducerea serviciilor de spionaj britanice.

### Soarta mareșalului Antonescu
Imediat după ce a fost arestat, mareșalul Antonescu a fost închis într-o încăpere-seif aflată la etajul I al Casei Noi, împreună cu alți colaboratori apropiați care fuseseră chemați în acest scop la Palat. Spre dimineață, după ce Regele părăsise Palatul pentru a se refugia în Oltenia, gărzile comuniste ale lui Emil Bodnăraș l-au preluat pe mareșal, fără încuvințarea noilor autorități, ducându-l într-o casă conspirativă a partidului din cartierul Vatra Luminoasă, casa amantei lui Bodnăraș. Mai târziu, pe 31 august, în ziua când armata sovietică a intrat în București, l-au predat generalului rus Burenin. Mareșalul a fost ținut prizonier în URSS pentru vreun an și jumătate, nefiind judecat în procesele de la Nürnberg. Ulterior, Antonescu a fost adus în România și judecat de Tribunalul Poporului din București, într-un proces de tip stalinist. Deși ar fi putut să ceară clemența regală, mareșalul a refuzat să semneze cererea de grațiere întocmită de avocatul său, cu scopul de a nu-l pune pe Suveran într-o situație politică fără ieșire (Regele ar fi fost acuzat de simpatii naziste dacă ar fi acordat grațierea sau de lipsă de patriotism dacă n-ar fi făcut-o). Mareșalul Antonescu a fost condamnat la moarte și executat la 1 iunie 1946, lângă închisoarea Jilava.
Apărătorii mareșalului Ion Antonescu susțin că soarta acestuia după război a fost nedreaptă în comparație cu soarta mareșalului finlandez Carl Mannerheim. Paralela cu Mannerheim nu ține însă cont de faptul că acesta din urmă a oprit ofensiva finlandeză alături de germani în Carelia, fără să încerce să cucerească nici măcar Murmanskul, în ciuda insistențelor naziștilor, și nici nu a ordonat vreodată armatei finlandeze să ucidă civili, pe când Antonescu trimisese armata română până la Stalingrad și a acuzat, fără a face deosebire între grupuri, o minoritate întreagă, sute de mii de civili (inclusiv copiii, femeile, bătrânii, credincioșii pașnici) că ar fi toți „comuniști și dușmani sau paraziți ai neamului”, ordonând „curățirea terenului” prin masacrul de la Odesa și holocaustul în România (care au degradat grav și definitiv imaginea internațională a României). Istoricul și politologul american Robert Paxton⁠(d) consideră că nu cu Carl Mannerheim poate fi comparat Ion Antonescu, ci mai degrabă cu mareșalul Philippe Pétain care a condus regimul colaboraționist francez de la Vichy.

### Regele Mihai
După 6 martie 1945, guvernele României au fost dominate de comuniști și impuse de Moscova cu ajutorul armatei sovietice. Regele Mihai nu s-a putut opune, fiind considerat de sovietici o piedică pentru planurile lor de instaurare a unui regim comunist. Astfel, deși Uniunea Sovietică și-a exprimat, printr-o telegramă, satisfacția față de evenimentele din România și l-a decorat pe rege cu Ordinul Victoriei (cea mai înaltă decorație militară sovietică), acesta a fost obligat, la 30 decembrie 1947, să abdice (printr-un act neconstituțional, smuls prin forță și șantaj) și să părăsească țara, declarată de comuniști republică populară.

## Istoriografia

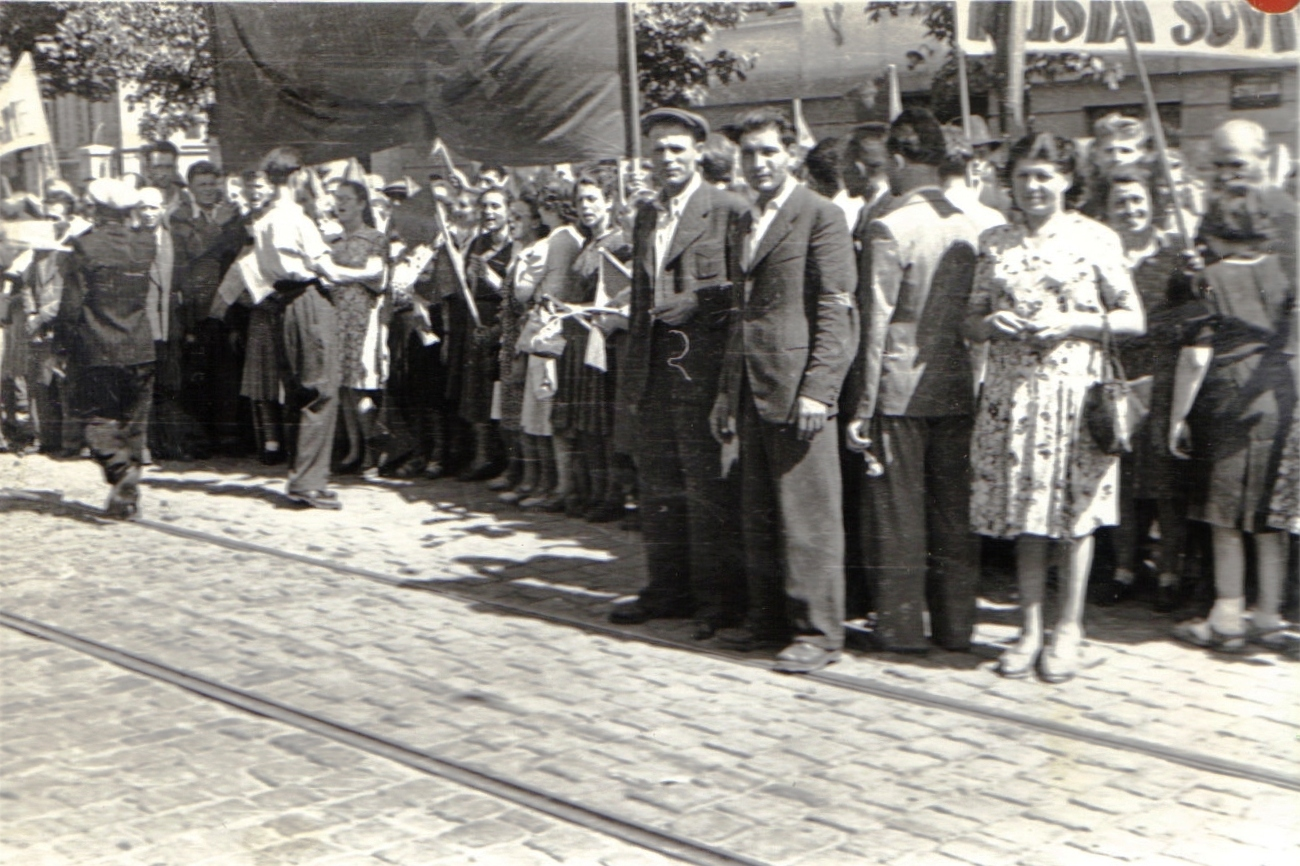
Deși rolul lor a fost minim, comuniștii și-au atribuit întreaga acțiune. După o săptămână, liderii comuniști prezenți (în imagine, Gheorghe Apostol și Chivu Stoica) au organizat acțiuni de întâmpinare a Armatei Roșii.

În perioada comunistă, denumirea actului de la 23 august 1944 a suferit diferite transformări în propaganda oficială, acesta fiind, însă, permanent promovat ca o mare realizare comunistă. Insurecția armată din 23 august 1944 a devenit ziua națională a României în timpul dictaturii comuniste. Spre sfârșitul acestei perioade, la propunerea lui Nicolae Ceaușescu, titulatura s-a transformat în „Revoluția de Eliberare Socială și Națională, Antifascistă și Antiimperialistă”.
Lovitura de stat a fost inițial privită cu puternică ostilitate de către comuniștii români refugiați la Moscova, care preferau ca trupele sovietice să intre în țară fără ca partidele democratice să aibă un rol în victoria împotriva fascismului. Relevantă în acest sens este mărturia lui Gheorghe Apostol: „Ana (Pauker) a făcut mare scandal când a sosit în țară: „De ce s-a realizat 23 august? Fără el, țara ar fi fost ocupată de trupele sovietice, s-ar fi instaurat dictatura proletariatului de la început, nu s-ar fi dat timp de respirație burgheziei!"" După fapt, însă, comuniștii au început să-și aroge toate meritele pentru reușita loviturii, începând chiar cu articolele din ziarele comuniste din 24 august 1944. Istoria acestui eveniment a fost falsificată, astfel, de la început, rolul regelui Mihai și al partidelor istorice fiind minimalizat, evenimentul fiind prezentat ca fiind aproape exclusiv realizarea Partidului Comunist, care, în realitate, era la acea vreme o mișcare ce activa în ilegalitate, cu un număr redus de membri, al cărei principal merit a fost acela că a furnizat la momentul oportun o miliție care să-i păzească pe cei arestați.
Istoriografia occidentală, la rândul ei, a adoptat poziția oficială a O.N.U. care nu admitea pentru cel de-al Doilea Război Mondial decât patru învingători și co-beligeranți împotriva Germaniei Naziste, anume Marea Britanie, S.U.A., Uniunea Sovietică și Franța, deși existau și alte țări care luptaseră împotriva Axei (Polonia, Norvegia, Olanda, Belgia, Iugoslavia, Grecia), deși URSS fusese aliată cu Germania Nazistă până în vara 1941, și deși Franța oficială, cea a mareșalului Pétain, se luptase împotriva Aliaților, în timp ce Franța rebelă, cea a generalului De Gaulle, dispunea de mai puțini ostași decât armata română în septembrie 1944. Dată fiind această poziție oficială, România a semnat Tratatul de pace de la Paris din 1947 ca beligerant învins (ca și Italia, care trecuse de partea Aliaților cu un an înaintea României), regimul Antonescu fiind singurul luat în cont, iar contribuția de partea Aliaților nefiind considerată decât în dezbaterea statutului Transilvaniei de Nord, care, în final, a fost retrocedat României, mai ales că Ungaria, sub regimul lui Ferenc Szálasi, se luptase de partea Germaniei Naziste până la capăt.
După căderea regimului comunist, istoricii români au putut analiza necenzurat schimbarea de alianță a României din 23 august 1944, iar regele Mihai a acordat multor jurnaliști și istorici români interviuri care au apărut în presa și în publicistica din România, aducând o nouă lumină asupra evenimentelor de atunci. Forurile politice, însă, au scos ziua de 23 August nu numai din rolul de sărbătoare națională, ceea ce era firesc, dar și din rolul de comemorare oficială, și cum, simultan, s-au produs numeroase tentative de a îl reabilita pe Ion Antonescu, perceperea comunității internaționale a fost că România dorește să șteargă lupta de partea Aliaților din istoria sa și să revină la un naționalism fascizant. Ulterior, totuși, lucrările comisiilor istorice au relevat rolul schimbării de alianță a României din 23 august 1944 în revenirea Transilvaniei de Nord în granițele României, iar presiunea diplomatică internațională a împiedicat reabilitarea solemnă a lui Ion Antonescu, dorită de partidele naționaliste. Ziua de aniversare a schimbării de alianță a României din 23 august și a intrării printre Aliați nu a redevenit însă comemorativă, deoarece mulți politicieni și alegători o înțeleg încă așa cum le-a fost predată la școală în perioada comunistă, anume ca o lovitură de stat care a inaugurat comunismul în România (în realitate, lovitura de stat comunistă propriu-zisă poate fi considerată impunerea guvernului Groza la 6 martie 1945, sau forțarea abdicării regelui Mihai la 30 decembrie 1947).